# جيفري فيكرز
جيفري فيكرز (بالإنجليزية: Geoffrey Vickers)‏ (ولد في 13 أكتوبرعام 1894 وتوفي في 16 مارس عام 1982) كان محاميًا إنجليزيًا ومديرًا وكاتبًا وعالمًا رائدًا في دراسة الأنظمة. كانت لديه اهتمامات متعددة بأدوار متنوعة في هذا المجال على مدار أوقات مختلفة مع مجلس النقل في لندن ومجتمع القانون ومجلس البحوث الطبية وصندوق أبحاث الصحة العقلية. خلال السنوات اللاحقة، كتب فيكرز وألقى محاضرات تدور حول تحليل الأنظمة الاجتماعية والأنماط المعقدة للتنظيمات الاجتماعية. استحدثت جائزة السير جيفري فيكرز التذكارية من قبل الجمعية الدولية لعلوم النظم تكريمًا له بعد وفاته منذ عام 1987.
منح صليب فيكتوريا خلال الحرب العالمية الأولى أثناء خدمته في شيروود فوريسترز، وشارك في الحرب العالمية الثانية، حيث شغل منصب نائب المدير العام في وزارة الحرب الاقتصادية كمسؤول عن الاستخبارات الاقتصادية وعضو في لجنة الاستخبارات المشتركة.

## سيرته الذاتية

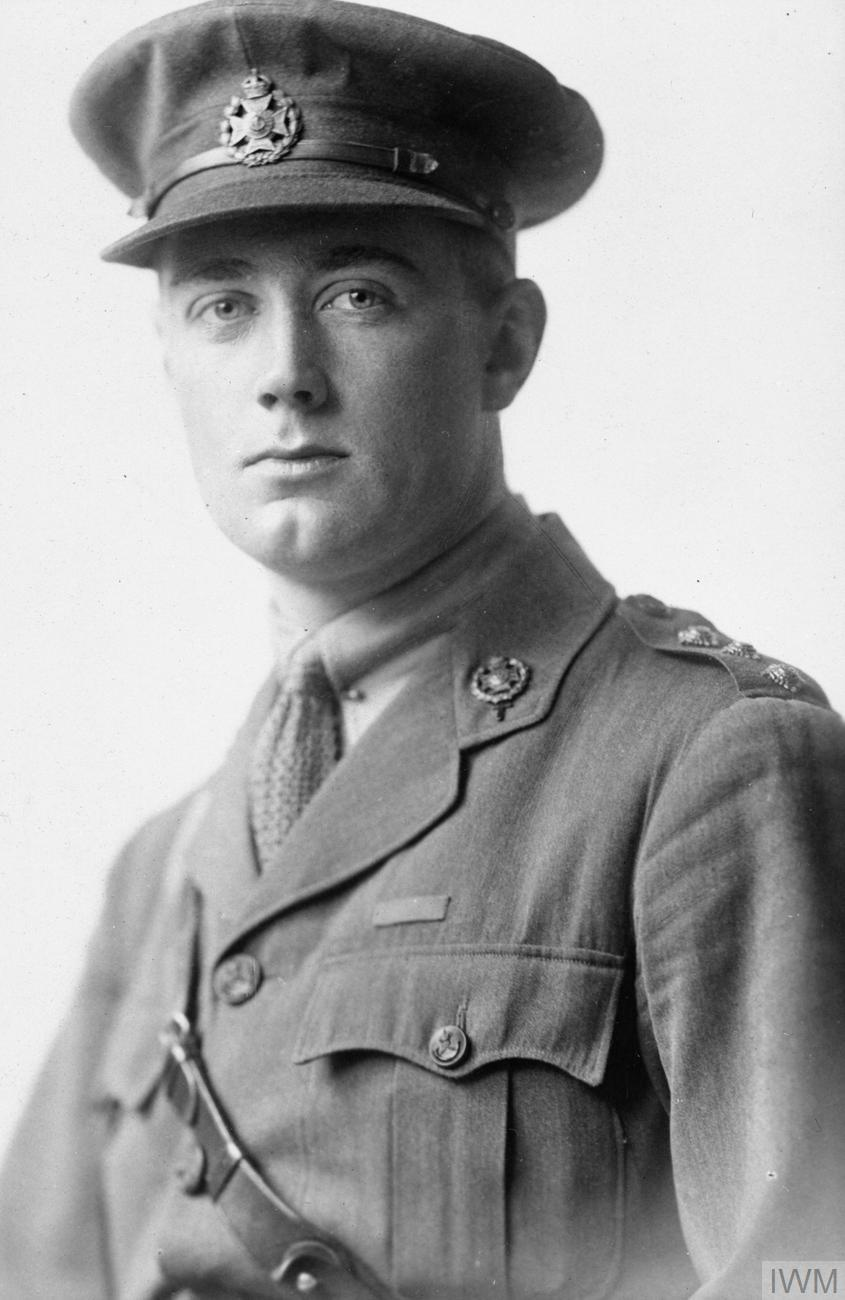
الكابتن تشارلز جيفري فيكرز

### النشأة
ولد جيفري فيكرز وتربى في نوتنغهام، حيث عمل والده في تصميم الدانتيل وأطلق على مكان عمله اسم «فيكرز وهاين المحدودة». وصف أيول يوم مدرسيّ له كالتالي: «عرفتني المدرسة على نوعين من الأشخاص؛ ذلك المختلف الذي يحاول أن يلقى لنفسه مكانًا، وذلك الأخرق الذي يتوق إلى التفوق والامتياز». التحف فيكرز بمدرسة برامكوت التحضيرية بالقرب من ساكاربورو ثم مدرسة أوندل العامة قبل أن يلتحث بكلية ميرتون التابعة لجامعة أكسفورد، حيث درس هناك الأدب الكلاسيكي لفنرو قصيرة من عام 1913 وحتى بداية الحرب.
وصف منزله بكونه «مكان من السعادة الصرفة. الضغوط الوحيدة التي كنا نشعر بها كانت تأتي من العالم الخارجي للمدرسة أو الداخلي للفوضى والجدال.. لا أذكر أني اشتهيت شيئًا يحتاج إرضاؤه إنفاق المال، وفي المقابل لم أُحرم من شيء بحجة نقص المال.. كنا نتنقل عبر الدراجة والحافلة، ونلعب في حدائقن بعضنا ونمكث في بيوت المزارع». وصف والده بكونه «أفضل وأكثر رجل محبوب على الإطلاق؛ حيث كان يمتلك كلا الصفتين بجدارة دون أدنى تصنع».

### الحرب العالمية الأولى
انقطعت دراسته بسبب الحرب العالمية الأولى. تطوع هو وأخوه ويليام بورنيل فيكرز للخدمة في الجيش. انضم جيفري إلى شيروود فوريسترز (كتيبة روبن هود السابعة)، وخدم في فرنسا قبل نهاية عام 1914 كملازم ثان، وبعدها ترقى إلى نقيب مؤقت في عام 1915 ثم إلى رائد ونائب قائد لفوج لينكولنشاير في عام 1918. تحدث عن ذهابة للحرب كالتالي: «قامت ألمانيا بغزو بلجيكا في أغسطس/آب، وكان لدينا معاهدة مع بلجيكا، لذلك تركنا ما بأيدينا وذهبنا للقتال في الحرب، هكذا وبكل بساطة».
حصل على صليب فيكتوريا تكريمًا لمواقفه البطولية في 14 أكتوبر عام 1915، عندما قام بتثبيت حاجز مقام عبر خندق في معقل هوهينزوليرن في فرسا أمام هجمات القنابل الألمانية الثقيلة، وأمر ببناء حاجز ثان خلفه من أجل تأمين سلامة الخندق على الرغم من قطع آخر طريق للانسحاب أمامه، واستطاع إعاقة تقدم العدو لفترة لفترة كافية لبناء معبر آخر للخندق.
مات أخوه في أرض المعركة عام 1917.
في يونيو/حزيران 1918 قاد كتيبة في معركة مارن الثانية التي حصل فيها على صليب الحرب البلجيكي.

### سنوات ما بين الحربين
عاد إلى أكسفورد بعد نهاية الحرب وحصل على شهادة في التاريخ الفرنسي والقانون الأوروبي في عام 1919. تأهل ليصبح محاميًا في عام 1923، وبحلول عام 1926 كان شريكًا في مكتب المحاماة الرائد في لندن «سلوتر ومايو». تخصص في الجوانب القانونية للمعاملات المالية الكبيرة التي كانت تحمل أبعادًا دولية. كان في عام 1930 أول من استقل رحلة دامت خمسة أيام على متن الخطوط الجوية الإمبراطورية من المملكة المتحدة إلى الهند. شارك خلال ثلاثينيات القرن الماضي في مفاوضات على تمديد الدين الألماني.
أسس وترأس في عام 1938 جمعية الخدمة وإعادة الإعمار. حيث جعلته تلك المبادرة على تماس مع عدد من الأخشاص الذين كان يجتمعون بانتظام في مجمعة أسموها «النقاش» والتي ضمت فيها أشخاص مثل جو أولدهام وكارل مانهايم ورينهارد نيبور وبول تيليتش وجون ميدلتون موري وتي إس إيليوت ومايكل بولاني وسير والتر موبرلي وأدولف لوي. نشأت مجموعة «النقاش» عام 1937 وكانت ثمرة اجتماعات حول الكنيسة والمجتمع والدولة.

### الحرب العالمية الثانية
خدم فيكرز في الحرب العالمية الثانية؛ حيث تم إعادة تعيينه برتبة عقيد، ومن ثم أصبح نائب المدير العام في وزارة الحرب الاقتصادية كمسؤول عن الاستخبارات الاقتصادية. كان بين عامي 1941 و1945 عضوًا في لجنة المخابرات المشتركة لرؤساء الأركان.
كان بين عامي 1942 و1946 عضوًا في مجلس النقل في لندن ومجلس جمعية القانون بين عامي 1938 و1950.

### ما بعد الحرب
تمتع فيكرز بعد الحرب بسيرة مهنية ناجحة في الإدارة قبل أن يصبح كاتبًا غزير الإنتاج ومتحدثًا حول موضوع تحليل النظم الاجتماعية والأنظمة المعقدة للتنظيمات الاجتماعية. كتب العديد من الكتب بما فيها «فن القضاء» «والحرية في قارب متأرجح» و«الإنسان والأنظمة شيئان مختلفان». كما قدم مفهوم ما أسماه «النظم التقديرية» لوصف النشاط البشري. تم تبني عمله من قبل أبحاث أجرتها الجامعة المفتوحة على وجه الخصوص.
عمل بين عامي 1946 و1948 كأول مستشار قانوني لمجلس الفحم الوطني عند تأسيسه في 1 يناير/كانون الثاني عام 1947 عندما أصبح حوالي 750,000 عامل من 800 شركة خاصة مختلفة جزءًا من أكبر أماكن التشغيل في العالم الغربي، حيث عمل إلى جانب الاقتصادي الألماني إرنست شومانشر. أصبح بعد ذلك عضوًا في مجلس الفحم الوطني كمسؤول عن القوى العاملة والتدريب والتعليم والصحة والرعاية الاجتماعية بين عامي 1948 و1955.
كان بيني عامي 1952 و1960 كان عضوًا في مجلس البحوث الطبية، وكان رئيسًا للجنة أبحاث صندوق أبحاث الصحة العقلية بين عامي 1951 و1967. أصبح عام 1977 رئيسًا لجمعية أبحاث النظم العامة، التي والتي تسمى حاليًا الجمعية الدولية لعلوم النظم.
شارك بين عامي 1955 و1958 في «طاولة مستديرة حول الإنسان والصناعة»، وهو مشروع ممول من قبل كلية العمل الاجتماعي التابعة لجامعة تورنتو، ونشرت نتائج المشروع في مجلة «المجتمع الموجّه». تأمل فيكرز في موضوع الثورة الصناعية ورآها كعربة تمشي للأمام بسرعة عالية، حيث قال في ذلك: «هل نحن خلف دفة القيادة أم مجرد ركاب أو ربما تحت العجلات؟ ما الجزء الذي يلعبه صنع القرار الإنساني في توجيه العملية أو التحكم فيها؟».
توفيت زوجته الثانية التي عدها بمثابة الرفيق المقرب في عام 1972. كان دومًا ما يتم رفض مخطوطاته حول «التفكير في الثقافة والأنظمة الغربية» و«الحكم الذاتي والمسؤولية».
انتقل في عام 1977 إلى منزله التقاعدي في نفس شارع غورنغ تون ايمز الذي عاش فيه لسنين عديدة.
توفي جيفري في عام 1982، ولكن لا تزال أعماله حيّة. تقدم الجمعية الدولية لعلوم النظم جائزة السير جيفري فيكرز التذكارية كل عام من ذكرى وفاته. وُضعت ميدالياته العسكرية مع مجموعة شيروود فوريسترز لتعرض في قلعة نوتنجهام. تم حفظ وأرشفة أبحاثه المتعلقة بتفكير الأنظمة في الجامعة المفتوحة.